# Shin Ha-kyun
Shin Ha-kyun (hangul: 신하균, hancha: 申河均; ur. 30 maja 1974) – południowokoreański aktor. Występował w filmach Strefa bezpieczeństwa (2000), Pan Zemsta (2002), Jigureul jikyeora! (2003) oraz Welcome to Dongmakgol (2005).

## Życie prywatne
Jego siostrzenica, Park Eun-young, należała do grupy k-popowej Brave Girls.
W sierpniu 2016 roku Shin i aktorka Kim Go-eun potwierdzili swój kilkumiesięczny związek. Podobno zbliżyli się na zajęciach z nurkowania na które razem uczęszczali. W marcu 2017 roku para ogłosiła zerwanie.

## Filmografia

### Filmy
| Rok  | Tytuł                                            | Rola                      |
| ---- | ------------------------------------------------ | ------------------------- |
| 1998 | The Happenings (kor. 기막힌 사내들)              | Kim Choo-rak              |
| 1999 | The Spy (kor. 간첩 리철진)                       | Oh Woo-yeol               |
| 2000 | Coming Out (film krótkometrażowy)                | Jae-min                   |
| 2000 | Banchik-wang                                     | Kim Jee-woon (cameo)      |
| 2000 | Strefa bezpieczeństwa                            | Jung Woo-jin              |
| 2001 | Killeodeul-ui suda                               | Jung-woo                  |
| 2002 | Surprise (kor. 서프라이즈)                       | In-hoo                    |
| 2002 | No Comment (kor. 묻지마 패밀리)                  |                           |
| 2002 | Pan Zemsta                                       | Ryu                       |
| 2003 | Jigureul jikyeora!                               | Lee Byung-gu              |
| 2003 | A Man Who Went to Mars (kor. 화성으로 간 사나이) | Lee Seung-jae             |
| 2004 | Uri hyeong                                       | Kim Sung-hyun             |
| 2004 | Hair (kor. 털) (film krótkometrażowy)            | Kang Woon-do              |
| 2005 | Pani Zemsta                                      | płatny zabójca #2 (cameo) |
| 2005 | Welcome to Dongmakgol                            | Pyo Hyun-chul             |
| 2005 | Murder, Take One (kor. 박수칠 때 떠나라)         | Kim Young-hoon            |
| 2006 | Yeui-eomneun geotdeul                            | Killar                    |
| 2007 | Adeul                                            | wuj Goose (głos, cameo)   |
| 2008 | The Game (kor. 더 게임)                          | Min Hee-do                |
| 2009 | Pragnienie                                       | Kang-woo                  |
| 2010 | Quiz King (kor. 퀴즈왕)                          | Ph.D (cameo)              |
| 2010 | Festival (kor. 페스티발)                         | Kwak Jang-bae             |
| 2010 | Cafe Noir                                        | Young-soo                 |
| 2011 | Gojijeon                                         | Kang Eun-pyo              |
| 2012 | Dodukdeul                                        | Lee Ha-cheol (cameo)      |
| 2012 | First Position                                   | koreańska narracja        |
| 2013 | Running Man                                      | Cha Jong-woo              |
| 2014 | Big Match                                        | Ace                       |
| 2015 | Sunsu-ui sidae                                   | Kim Min-jae               |
| 2016 | Detour (kor. 올레)                               | Joong-pil                 |
| 2017 | Aknyeo                                           | Joong-sang                |
| 2017 | 7 hosil                                          | Doo-shik                  |
| 2018 | Baram baram baram                                | Bong-soo                  |
| 2019 | Geukan jigeop                                    | Lee Moo-bae               |
| 2019 | Inseparable Bros (kor. 나의 특별한 형제)         | Se-ha                     |
| 2020 | Mr. Zoo: Sarajin VIP                             | Ali (rola głosowa)        |

### Telewizja
| Rok     | Tytuł                       | Rola                         | Stacja telewizyjna |
| ------- | --------------------------- | ---------------------------- | ------------------ |
| 2003    | Good Person (kor. 좋은사람) | Park Joon-pil                | MBC TV             |
| 2010    | Wigiilbal pungnyeonbilla    | Oh Bok-kyu                   | tvN                |
| 2011    | Brain                       | Lee Kang-hoon                | KBS2               |
| 2013    | Nae yeon-aeui modeungeot    | Kim Soo-young                | SBS                |
| 2014    | Mr. Back                    | Choi Go-bong/Choi Shin-hyung | MBC                |
| 2016    | Piribuneun sanai            | Joo Sung-chan                | tvN                |
| 2018–19 | Nappeun hyeongsa            | Woo Tae-seok                 | MBC                |
| 2020    | Yeonghon suseongong         | Lee Shi-joon                 | KBS2               |
| 2021    | Goemul                      | Lee Dong-sik                 | JTBC               |

### Teatr
| Rok  | Tytuł                                                 | Rola          |
| ---- | ----------------------------------------------------- | ------------- |
| 1993 | Pogtan tuha jung 폭탄 투하 중                         |               |
| 1997 | Taxi Driver (kor. 택시 드리벌)                        |               |
| 1998 | Magic Time (kor. 매직타임)                            | Ha-kyun       |
| 1999 | Heotang (kor. 허탕                                    | Yoo Dal-soo   |
| 2000 | Leave When They're Applauding (kor. 박수칠 때 떠나라) |               |
| 2002 | Welcome to Dongmakgol (kor. 웰컴 투 동막골)           | Pyo Hyun-chul |

### Teledyski
| Rok  | Tytuł piosenki             | Artysta       |
| ---- | -------------------------- | ------------- |
| 2000 | „I Love You”               | Position      |
| 2004 | „Hwi-li-li”                | Lee Soo-young |
| 2004 | „Andante”                  | Lee Soo-young |
| 2010 | „Just Laugh” (kor. 웃음만) | Zia           |

## Nagrody i nominacje
| Rok  | Ceremonia                                     | Kategoria                                                                 | Wynik     |
| ---- | --------------------------------------------- | ------------------------------------------------------------------------- | --------- |
| 2000 | 21. Blue Dragon Film Awards                   | Najlepszy aktor drugoplanowy (Strefa bezpieczeństwa)                      | Wygrana   |
| 2000 | 8. Chunsa Film Art Awards                     | Najlepszy aktor drugoplanowy (Strefa bezpieczeństwa)                      | Wygrana   |
| 2000 | 3. Director's Cut Awards                      | Najlepszy nowy aktor (Strefa bezpieczeństwa)                              | Wygrana   |
| 2001 | 38. Grand Bell Awards                         | Najlepszy aktor drugoplanowy (Strefa bezpieczeństwa)                      | Nominacja |
| 2001 | 22. Blue Dragon Film Awards                   | Najlepszy aktor drugoplanowy (Killeodeul-ui suda)                         | Nominacja |
| 2001 | 16. Golden Disk Awards                        | Popular Music Video Award (Position – I Love You)                         | Wygrana   |
| 2003 | 4. Busan Film Critics Awards                  | Najlepszy aktor (Jigureul jikyeora!)                                      | Wygrana   |
| 2003 | 2. Korean Film Awards                         | Najlepszy aktor (Jigureul jikyeora!)                                      | Nominacja |
| 2007 | 41st Taxpayer's Day                           | Exemplary Taxpayer Commendation                                           | Wygrana   |
| 2009 | 30. Blue Dragon Film Awards                   | Najlepszy aktor drugoplanowy (Pragnienie)                                 | Nominacja |
| 2011 | KBS Drama Awards                              | Wielka nagroda (Daesang) (Brain)                                          | Wygrana   |
| 2011 | KBS Drama Awards                              | Top Excellence Award, Actor (Brain)                                       | Nominacja |
| 2011 | KBS Drama Awards                              | Excellence Award, Actor in a Miniseries (Brain)                           | Nominacja |
| 2011 | KBS Drama Awards                              | Netizen Award, Actor (Brain)                                              | Wygrana   |
| 2011 | KBS Drama Awards                              | Najlepsza para (razem z Choi Jung-won) (Brain)                            | Wygrana   |
| 2012 | 48. Baeksang Arts Awards                      | Najlepszy aktor telewizyjny (Brain)                                       | Nominacja |
| 2012 | 7. Seoul International Drama Awards           | Najlepszy aktor (Brain)                                                   | Nominacja |
| 2012 | 24. Korean PD (Production Director) Awards    | Najlepszy aktor (Brain)                                                   | Wygrana   |
| 2012 | 1. K-Drama Star Awards                        | Top Excellence Award, Actor (Brain)                                       | Nominacja |
| 2013 | SBS Drama Awards                              | Top Excellence Award, Actor in a Miniseries (Nae yeon-aeui modeungeot)    | Nominacja |
| 2014 | MBC Drama Awards                              | Top Excellence Award, Actor in a Miniseries (Mr. Back)                    | Nominacja |
| 2014 | MBC Drama Awards                              | Popularity Award, Actor                                                   | Wygrana   |
| 2018 | 2018 MBC Drama Awards                         | Grand Prize (Daesang) (Nappeun Hyeongsa)                                  | Nominacja |
| 2018 | 2018 MBC Drama Awards                         | Top Excellence Award, Actor in a Monday-Tuesday Drama (LNappeun Hyeongsa) | Wygrana   |
| 2018 | 2018 MBC Drama Awards                         | In Awe Award (Nappeun Hyeongsa)                                           | Wygrana   |
| 2019 | 39. Korean Association of Film Critics Awards | Best Actor (Inseparable Bros)                                             | Wygrana   |
| 2020 | 34. KBS Drama Awards                          | Top Excellence Award, Actor (Yeonghon suseongong)                         | Nominacja |
| 2020 | 34. KBS Drama Awards                          | Excellence Award, Actor in a Miniseries (Yeonghon suseongong)             | Nominacja |
| 2021 | 57. Baeksang Arts Awards                      | Best Actor (TV) (Goemul)                                                  | Wygrana   |